# Третяк Сергій Валерійович
Сергі́й Вале́рійович Третя́к (нар. 20 червня 1992, Білопілля, Сумська область, Україна) — підполковник Збройних сил України, командир 68-ї окремої єгерської бригади ім. Олекси Довбуша, учасник російсько-української війни.

## З життєпису
Народився і виріс у Білопіллі. Мама — медичний працівник, батько — працював у МНС.
2009 року після закінчення білопільської школи № 1 вступив до Академії сухопутних військ імені гетьмана Петра Сагайдачного, яку й закінчив 2013 року за спеціальністю «управління діями підрозділів механізованих військ».
Після закінчення Львівської академії служив у 24-й окремій механізованій бригаді.
8 березня 2014 року дістав наказ рушати на схід. Спочатку механізований взвод, яким командував Третяк, стояв у Прилуках, а згодом його перекинули в напрямку Ромнів. З'єднання базувалося у Штепівці, а з травня 2014 року в Луганській області.
Брав участь у визволенні Сіверська. Далі були Мар'їнка, Зайцеве, Попасна.
За роки служби пройшов шлях від командира взводу до командира батальйону (2018 рік).
2019 року демобілізований за станом здоров'я.
Вранці 24 лютого 2022 року з'явився у ТЦК і згодом був призначений командиром 10-го окремого стрілецького батальйону.
У грудні 2022 року став заступником командира 10-ї окремої гірсько-штурмової бригади “Едельвейс”, а згодом — начальником штабу цієї бригади.
У липні 2024 року взяв на себе командування 68-ю окремою єгерською бригадою ім. Олекси Довбуша.

## Нагороди
- Орден Богдана Хмельницького III ступеня
- 21 жовтня 2014 року — за особисту мужність і героїзм, виявлені у захисті державного суверенітету та територіальної цілісності України, вірність військовій присязі під час російсько-української війни, відзначений — нагороджений орденом «За мужність» III ступеня.
- 23 лютого 2023 року нагороджений орденом «За мужність» II ступеня[5].
- Нагрудний знак «За військову доблесть»
- Нагрудний знак «За зразкову службу» І та II ступенів
- Медаль «За оборону рідної держави»
- Медаль «За сумлінну службу»
- Відзнака «Залізний Воїн»